# Капфенберг
Капфенберг (нем. Kapfenberg) — город в Австрии, в федеральной земле Штирия.
Входит в состав округа Брукк-Мюрццушлаг. Площадь коммуны составляет 82,08 км², население — 22 380 человек (1 января 2021), плотность населения — 275 чел./км². Официальный код — 62140.

## География
Территория коммуны охватывает 16 населённых пунктов (нем. Ortschaft) (в скобках указано количество жителей на 1 января 2021 года):
- Арндорф (343)
- Дойхендорф (5440)
- Димлах (2104)
- Айнёд (83)
- Гориц (601)
- Порт-Виллидж (6226)
- Капфенберг (3162)
- Кроттендорф (164)
- Паршот (1135)
- Понегг (9)
- Потчах (83)
- Потшен (45)
- Сен-Мартен (2361)
- Шёргендорф (141)
- Стегг (36)
- Винкль (447)

Коммуна разделена на 15 кадастров (нем. Katastralgemeinden):
- Арндорф
- Дойхендорф
- Ширмитцбюэль
- Димлах
- Эйнод
- Гериц
- Хафендорф
- Капфенберг
- Кроттендорф
- Паршлюг
- Пётшах
- Шёргендорф
- Сен-Мартен
- Штегг
- Винкль

### Соседние коммуны
| С-З | Тёрль                 | Турнау           |                            | С-В |
| З   | Трагёс-Занкт Катарайн | Роза ветров      | Санкт-Лоренцен-им-Мюрцталь | В   |
| Ю-З |                       | Брукк-ан-дер-Мур | Санкт-Марайн-им-Мюрцталь   | Ю-В |

## Политическая ситуация
Бургомистр коммуны — Бригитте Шварц (СДПА) по результатам выборов 2005 года.
Совет представителей коммуны (нем. Gemeinderat) состоит из 31 места.
- СДПА занимает 26 мест.
- АНП занимает 3 места.
- АПС занимает 1 место.
- местный блок: 1 место.